# Tetranema
Tetranema Benth. ex Lindl., nom. cons., es un género de plantas de la familia Plantaginaceae. Contiene diez especies, distribuidas en las regiones tropicales bajas del este y sureste de México, así como Guatemala y Honduras; la mayoría de ellas se encuentran normalmente en el bosque tropical perennifolio, el bosque tropical subperennifolio o en el bosque mesófilo de montaña.
Por su hábito y singularidades morfológicas, Tetranema es un género muy particular dentro de Plantaginaceae. Fenotípicamente comparte rasgos con algunos miembros de la familia Gesneriaceae (por ejemplo Nepeanthus Gardner). Entre las características convergentes se pueden citar el hábito subacaulecente y las hojas casi tan largas como toda la planta; igualmente comparten afinidades ecológicas y climáticas, pues las especies de ambos géneros señalan preferencia por habitar laderas muy húmedas y sombrías. Sin embargo, Tetranema se puede diferenciar de las Gesneriaceae por la posición del ovario (súpero en Tetranema), el tipo de placentación (axilar en Tetranema) así como la forma y el arreglo de los retículos en la testa de la semilla (reticular en Tetranema, espiralmente reticulada en Gesneriaceae, por ejemplo Nepeanthus).

## Especies
- Tetranema bicolor
- Tetranema cymosum
- Tetranema evoluta
- Tetranema evolutum
- Tetranema floribundum
- Tetranema gamboanum
- Tetranema megaphyllum
- Tetranema mexicanum
- Tetranema nutans
- Tetranema roseum

- Datos: Q8273844
- Multimedia: Tetranema / Q8273844
- Especies: Tetranema